# The Horror of Party Beach
The Horror of Party Beach (ook wel bekend onder zijn werktitel, Invasion of the Zombies) is een Amerikaanse B-horrorfilm uit 1964. De film werd geregisseerd door Del Tenney.

## Verhaal
Door een ongeluk met een vat radioactief afval ontstaat een groep gewelddadige zeemonsters, die zich voeden met mensenvlees. De monsters vallen al snel een klein Amerikaans kustplaatsje aan. De tiener Tina is hun eerste slachtoffer. Footballspeler Hank Green en Elaine roepen de hulp in van de wetenschapper Dr. Gavin om de monsters te stoppen. Ze krijgen onverwachte hulp van Dr. Gavins schoonmaakster, Eulabelle.

## Rolverdeling
| Acteur          | Personage    |
| --------------- | ------------ |
| John Scott      | Hank Green   |
| Alice Lyon      | Elaine Gavin |
| Allan Laurel    | Dr. Gavin    |
| Eulabelle Moore | Eulabelle    |
| Marilyn Clarke  | Tina         |
| Agustin Mayor   | Mike         |
| Damon Kebroyd   | Lt. Wells    |
| Munroe Wade     | TV announcer |

## Achtergrond
De Del-Aires, een rockband uit Paterson, speelde mee in de film als een lokaal bandje. Enkele van hun nummers zijn in de film verwerkt.
De film werd bespot in de cultserie Mystery Science Theater 3000.